# Elymnias virginalis
Elymnias virginalis är en fjärilsart som beskrevs av Hans Fruhstorfer 1914. Elymnias virginalis ingår i släktet Elymnias och familjen praktfjärilar. Inga underarter finns listade i Catalogue of Life.